# Eurovision Young Dancers 2017
Der 15. Eurovision Young Dancers fand am 16. Dezember 2017 in Prag, Tschechien statt. Paulina Bidzińska gewann den Wettbewerb für Polen und holte damit den zweiten Sieg in Folge für das Land.

## Austragungsort
Am 7. Juli 2015 wurde Malta als Austragungsort für den Wettbewerb ausgewählt. Allerdings gab das maltesische Fernsehen PBS am 24. Januar 2017 bekannt, dass man den Wettbewerb nicht ausrichten werde. Genaue Gründe für die Absage wurden nicht genannt.
Am 22. Juni 2017 wurde bekanntgegeben, dass der Wettbewerb in der Forum Hall des Kongresszentrums in Prag stattfinden wird.
Česká televize war für die Ausrichtung zuständig, es handelte sich um die zweite Austragung eines Eurovision-Events in Tschechien nach dem Eurovision Young Dancers 2015 in Pilsen.

## Format
Die Teilnehmer bestehen aus meist nicht-professionellen Tänzern zwischen 16 und 21 Jahren, die in einem Tanz ihrer Wahl ihr Talent der Jury, die aus professionellen Tänzern, die aus verschiedenen Genres kommen müssen, besteht, präsentieren. Dazu wird der Tanz meistens mit Unterstützung von einem Choreografen bestimmt. Aus den Teilnehmern werden dann zwei ins Finale gewählt, wo jeder erneut einen 90-Sekündigen Tanz vorführt.

### Moderation
Libor Bouček und Angeé Klára Svobodová wurden vom Sender ČT als Moderatoren bekanntgegeben. Libor Bouček moderierte bereits 2015 den Wettbewerb in Pilsen. Angeé Klára Svobodová fungierte als Moderatorin im Greenroom.

### Jury
Im November 2017 gab die EBU die drei Jurymitglieder bekannt. Die Jury bestand aus folgenden Personen:
- Israel: Itzik Galili[5]
- Schweden: Ambra Succi[6]
- Tschechien: Daria Klimentová[7]

## Teilnehmer

### Länder

Länder, die am Finale teilgenommen haben
Länder, die in der Vorrunde ausgeschieden sind
Länder, die in der Vergangenheit teilgenommen haben, jedoch nicht 2017

Bis zum 15. Juli 2017 konnten sich Mitglieder der EBU ihre Teilnahme bei der EBU einreichen. Am 15. November 2017 gab die EBU die komplette Teilnehmerliste für den EYD 2017 bekannt. Insgesamt bestätigten 8 Länder ihre Teilnahme am Wettbewerb, was die kleinste Teilnehmerzahl des EYD seit Beginn des Wettbewerbs war.
Albanien, die Niederlande und die Slowakei zogen sich vom Wettbewerb zurück. Portugal nahm zum ersten Mal seit 2011 wieder am Wettbewerb teil.

### Wiederkehrende Teilnehmer
| Land      | Teilnehmer         | Vorherige(s) Teilnahmejahr(e) |
| --------- | ------------------ | ----------------------------- |
| Slowenien | Patricija Crnkovič | 2013                          |

### Nationale Vorentscheidungen
| Land        | Vorentscheidung         |
| ----------- | ----------------------- |
| Deutschland | interne Auswahl         |
| Malta       | interne Auswahl         |
| Norwegen    | interne Auswahl         |
| Polen       | Młody Tancerz Roku 2017 |
| Portugal    | interne Auswahl         |
| Schweden    | interne Auswahl         |
| Slowenien   | nationaler Vorentscheid |
| Tschechien  | nationaler Vorentscheid |

## Finale
Das Finale fand am 16. Dezember 2017 in der Forum Hall des Kongresszentrums in Prag statt. Paulina Bidzińska gewann den Wettbewerb für Polen.

### Vorrunde
| Platz | Startnr. | Land                   | Teilnehmer           | Tanz Choreografie (C)                    |
| ----- | -------- | ---------------------- | -------------------- | ---------------------------------------- |
| 1.–2. | 5        | Polen                  | Paulina Bidzińska    | La Certa C: Jacek Przybyłowicz           |
| 1.–2. | 6        | Slowenien              | Patricija Crnkovič   | Disintegration C: Patricija Crnkovič     |
| 3.–8. | 1        | Norwegen               | Anna Louise Amundsen | These Days C: Tine Erica Aspaas          |
| 3.–8. | 2        | Deutschland            | Danila Kapustin      | Desde Otello C: Goyo Montero             |
| 3.–8. | 3        | Malta                  | Denise Buttigieg     | Q.W. C: Joeline Tabone                   |
| 3.–8. | 4        | Portugal               | Raquel Fidalgo       | Esquiva C: Catarina Moreira              |
| 3.–8. | 7        | Schweden               | Christoffer Collins  | Solo-X C: Sigge Modigh                   |
| 3.–8. | 8        | Tschechien (Gastgeber) | Michal Vach          | Monologue C: Michal Vach, Lenka Halašova |

 Teilnehmer hat sich für das Finale qualifiziert.

### Finale
| Platz | Land      | Teilnehmer         | Tanz Choreografie (C)                |
| ----- | --------- | ------------------ | ------------------------------------ |
| 1.    | Polen     | Paulina Bidzińska  | La Certa C: Jacek Przybyłowicz       |
| 2.    | Slowenien | Patricija Crnkovič | Disintegration C: Patricija Crnkovič |

## Übertragung

### Fernsehübertragung
| Land                      | Zeit                          | Sender              |
| Teilnehmende Länder       | Teilnehmende Länder           | Teilnehmende Länder |
| ------------------------- | ----------------------------- | ------------------- |
| Deutschland               | 7. Januar 2018 – 08:35 Uhr    | WDR                 |
| Malta                     | 16. Dezember 2017 – 21:00 Uhr | TVM 1               |
| Norwegen                  | 17. Dezember 2017 – 19:45 Uhr | NRK 2               |
| Polen                     | live                          | TVP Kultura         |
| Portugal                  | 16. Dezember 2017 – 22:05 Uhr | RTP 2               |
| Schweden                  | live                          | SVT                 |
| Slowenien                 | 16. Dezember 2017 – 20:05 Uhr | RTV SLO 2           |
| Tschechien                | live                          | ČT Art              |
| Nicht teilnehmende Länder |                               |                     |
| Albanien                  | live                          | RTSH HD             |

## Absagen

### Absagen und daher keine Rückkehr zum EYD
| Land                   | Grund und Bemerkung | letzte Teilnahme |
| ---------------------- | --- | ---------------- |
| Albanien               | Die Sender der Länder äußerten sich nicht zu einer Teilnahme bzw. Nicht-Teilnahme am Wettbewerb. Schließlich erschienen die Länder nicht auf der Teilnehmerliste für 2017.                                                                     | 2015             |
| Armenien               | Die Sender der Länder äußerten sich nicht zu einer Teilnahme bzw. Nicht-Teilnahme am Wettbewerb. Schließlich erschienen die Länder nicht auf der Teilnehmerliste für 2017.                                                                     | 2013             |
| Belgien                | Die Sender der Länder äußerten sich nicht zu einer Teilnahme bzw. Nicht-Teilnahme am Wettbewerb. Schließlich erschienen die Länder nicht auf der Teilnehmerliste für 2017.                                                                     | 2005             |
| Bulgarien              | Die Sender der Länder äußerten sich nicht zu einer Teilnahme bzw. Nicht-Teilnahme am Wettbewerb. Schließlich erschienen die Länder nicht auf der Teilnehmerliste für 2017.                                                                     | 1991             |
| Dänemark               | Die Sender der Länder äußerten sich nicht zu einer Teilnahme bzw. Nicht-Teilnahme am Wettbewerb. Schließlich erschienen die Länder nicht auf der Teilnehmerliste für 2017.                                                                     | 1993             |
| Estland                | Die Sender der Länder äußerten sich nicht zu einer Teilnahme bzw. Nicht-Teilnahme am Wettbewerb. Schließlich erschienen die Länder nicht auf der Teilnehmerliste für 2017.                                                                     | 2003             |
| Finnland               | Am 4. November 2016 gab YLE bekannt, dass Finnland 2017 nicht zum EYD zurückkehren werde. Als Grund wurde angegeben, dass man keine Pläne habe am Wettbewerb teilzunehmen.                                                                     | 2005             |
| Frankreich             | Die Sender der Länder äußerten sich nicht zu einer Teilnahme bzw. Nicht-Teilnahme am Wettbewerb. Schließlich erschienen die Länder nicht auf der Teilnehmerliste für 2017.                                                                     | 1999             |
| Griechenland           | Die Sender der Länder äußerten sich nicht zu einer Teilnahme bzw. Nicht-Teilnahme am Wettbewerb. Schließlich erschienen die Länder nicht auf der Teilnehmerliste für 2017.                                                                     | 2011             |
| Irland                 | Die Sender der Länder äußerten sich nicht zu einer Teilnahme bzw. Nicht-Teilnahme am Wettbewerb. Schließlich erschienen die Länder nicht auf der Teilnehmerliste für 2017.                                                                     | 2001             |
| Italien                | Die Sender der Länder äußerten sich nicht zu einer Teilnahme bzw. Nicht-Teilnahme am Wettbewerb. Schließlich erschienen die Länder nicht auf der Teilnehmerliste für 2017.                                                                     | 1991             |
| Kanada                 | Die Sender der Länder äußerten sich nicht zu einer Teilnahme bzw. Nicht-Teilnahme am Wettbewerb. Schließlich erschienen die Länder nicht auf der Teilnehmerliste für 2017.                                                                     | 2011             |
| Kosovo                 | Die Sender der Länder äußerten sich nicht zu einer Teilnahme bzw. Nicht-Teilnahme am Wettbewerb. Schließlich erschienen die Länder nicht auf der Teilnehmerliste für 2017.                                                                     | 1989             |
| Kroatien               | Die Sender der Länder äußerten sich nicht zu einer Teilnahme bzw. Nicht-Teilnahme am Wettbewerb. Schließlich erschienen die Länder nicht auf der Teilnehmerliste für 2017.                                                                     | 2011             |
| Lettland               | Am 16. Dezember 2016 gab LTV bekannt, dass das Land nicht zum Wettbewerb zurückkehren werde. Genaue Gründe für die Absage wurden nicht genannt.                                                                                                | 2005             |
| Niederlande            | Am 2. Februar 2017 verkündete NTR, dass die Niederlande nicht am EYD 2017 teilnehmen werde. Als Grund wurden Budgetkürzungen beim Sender angegeben.                                                                                            | 2015             |
| Österreich             | Am 22. November 2016 gab der österreichische Sender ORF bekannt, dass Österreich 2017 nicht zum Wettbewerb zurückkehren werde. Ein genauer Grund für die Absage wurde nicht genannt.                                                           | 2001             |
| Rumänien               | Die Sender der Länder äußerten sich nicht zu einer Teilnahme bzw. Nicht-Teilnahme am Wettbewerb. Schließlich erschienen die Länder nicht auf der Teilnehmerliste für 2017.                                                                     | 2005             |
| Russland               | Die Sender der Länder äußerten sich nicht zu einer Teilnahme bzw. Nicht-Teilnahme am Wettbewerb. Schließlich erschienen die Länder nicht auf der Teilnehmerliste für 2017.                                                                     | 1995             |
| Schweiz                | Die Sender der Länder äußerten sich nicht zu einer Teilnahme bzw. Nicht-Teilnahme am Wettbewerb. Schließlich erschienen die Länder nicht auf der Teilnehmerliste für 2017.                                                                     | 2003             |
| Slowakei               | Am 6. Juni 2017 gab RTVS bekannt, dass die Slowakei 2017 nicht am Eurovision Young Dancers teilnehmen werde. Gründe für die Absage wurden nicht genannt.                                                                                       | 2015             |
| Spanien                | Der Sender des Landes äußerte sich nicht zu einer Teilnahme bzw. Nicht-Teilnahme am Wettbewerb. Schließlich erschien das Land nicht auf der Teilnehmerliste für 2017.                                                                          | 1999             |
| Ukraine                | Am 22. Dezember 2016 verkündete der ukrainische UA:Suspilne, dass die Ukraine nicht zum Wettbewerb zurückkehren werde. Als Grund wurde angegeben, dass man sich auf den ESC 2017 konzentrieren wolle, welcher in der Ukraine ausgetragen wird. | 2013             |
| Ungarn                 | Die Sender der Länder äußerten sich nicht zu einer Teilnahme bzw. Nicht-Teilnahme am Wettbewerb. Schließlich erschienen die Länder nicht auf der Teilnehmerliste für 2017.                                                                     | 1999             |
| Vereinigtes Königreich | Die Sender der Länder äußerten sich nicht zu einer Teilnahme bzw. Nicht-Teilnahme am Wettbewerb. Schließlich erschienen die Länder nicht auf der Teilnehmerliste für 2017.                                                                     | 2005             |
| Weißrussland           | Die Sender der Länder äußerten sich nicht zu einer Teilnahme bzw. Nicht-Teilnahme am Wettbewerb. Schließlich erschienen die Länder nicht auf der Teilnehmerliste für 2017.                                                                     | 2013             |
| Zypern                 | Die Sender der Länder äußerten sich nicht zu einer Teilnahme bzw. Nicht-Teilnahme am Wettbewerb. Schließlich erschienen die Länder nicht auf der Teilnehmerliste für 2017.                                                                     | 2005             |

### Absagen und daher kein Debüt beim EYD
| Land                    | Grund und Bemerkung |
| ----------------------- | --- |
| Andorra                 | Die Sender der Länder äußerten sich nicht zu einer Teilnahme bzw. Nicht-Teilnahme am Wettbewerb. Schließlich erschienen die Länder nicht auf der Teilnehmerliste für 2017. |
| Aserbaidschan           | Die Sender der Länder äußerten sich nicht zu einer Teilnahme bzw. Nicht-Teilnahme am Wettbewerb. Schließlich erschienen die Länder nicht auf der Teilnehmerliste für 2017. |
| Bosnien und Herzegowina | Die Sender der Länder äußerten sich nicht zu einer Teilnahme bzw. Nicht-Teilnahme am Wettbewerb. Schließlich erschienen die Länder nicht auf der Teilnehmerliste für 2017. |
| Georgien                | Die Sender der Länder äußerten sich nicht zu einer Teilnahme bzw. Nicht-Teilnahme am Wettbewerb. Schließlich erschienen die Länder nicht auf der Teilnehmerliste für 2017. |
| Island                  | Die Sender der Länder äußerten sich nicht zu einer Teilnahme bzw. Nicht-Teilnahme am Wettbewerb. Schließlich erschienen die Länder nicht auf der Teilnehmerliste für 2017. |
| Israel                  | Die Sender der Länder äußerten sich nicht zu einer Teilnahme bzw. Nicht-Teilnahme am Wettbewerb. Schließlich erschienen die Länder nicht auf der Teilnehmerliste für 2017. |
| Litauen                 | Die Sender der Länder äußerten sich nicht zu einer Teilnahme bzw. Nicht-Teilnahme am Wettbewerb. Schließlich erschienen die Länder nicht auf der Teilnehmerliste für 2017. |
| Mazedonien              | Die Sender der Länder äußerten sich nicht zu einer Teilnahme bzw. Nicht-Teilnahme am Wettbewerb. Schließlich erschienen die Länder nicht auf der Teilnehmerliste für 2017. |
| Moldau                  | Die Sender der Länder äußerten sich nicht zu einer Teilnahme bzw. Nicht-Teilnahme am Wettbewerb. Schließlich erschienen die Länder nicht auf der Teilnehmerliste für 2017. |
| Montenegro              | Die Sender der Länder äußerten sich nicht zu einer Teilnahme bzw. Nicht-Teilnahme am Wettbewerb. Schließlich erschienen die Länder nicht auf der Teilnehmerliste für 2017. |
| San Marino              | Am 11. Januar 2017 gab der san-marinesische Sender SMRTV bekannt, dass man 2017 nicht beim EYD debütieren werde. Genaue Gründe für die Absage wurden nicht genannt.        |
| Serbien                 | Die Sender der Länder äußerten sich nicht zu einer Teilnahme bzw. Nicht-Teilnahme am Wettbewerb. Schließlich erschienen die Länder nicht auf der Teilnehmerliste für 2017. |
| Türkei                  | Die Sender der Länder äußerten sich nicht zu einer Teilnahme bzw. Nicht-Teilnahme am Wettbewerb. Schließlich erschienen die Länder nicht auf der Teilnehmerliste für 2017. |